# Pedaria sudrei
Pedaria sudrei là một loài bọ cánh cứng trong họ Bọ hung (Scarabaeidae).